# Tomasa Tito Condemayta
Tomasa Tito Condemayta (* um 1750 in Acomayo, Peru; † 18. Mai 1781 in Cusco, Peru) war eine führende Kraft im indigenen Aufstand gegen die spanischen Kolonialherren unter Tupac Amaru II. im 18. Jahrhundert in Peru.

## Leben
Tomasa Tito Condemayta stammte aus einer Inka-Adelsfamilie und war Kazikin von Acos (Aqus, heute Provinz Acomayo, Region Cusco in Peru).
Als José Gabriel Condorcanqui und Micaela Bastidas Puyucahua 1780 zur Rebellion gegen die spanische Herrschaft in Peru aufriefen, verließ Tomasa ihren Ehemann und ihre Kinder, um sich in Tinta den Rebellen anzuschließen. Gemeinsam  mit Micaela spielte Tomasa eine wichtige Rolle bei der Mobilisierung der indigenen Frauen für den Aufstand. In der Schlacht bei Sangarara besiegte ein Frauenheer unter Tomasas Befehl eine spanische Armee. Als wichtiger Sieg gilt auch die erfolgreiche Verteidigung der Brücke Pillpintuchaka am Apurimac gegen anrückende Spanier. Tausende Frauen kämpften mit Steinschleudern und Pfeilen gegen gepanzerte spanische Soldaten. 1781 wandte sich das Geschick zu Gunsten der weitaus besser bewaffneten Spanier, und Tomasa wurde wie mehrere andere wichtige Rebellenführer von den Spaniern gefangen genommen, während María Esquivel und Marcela Castro Puyucahua im Kampf fielen und nur wenige sich in Sicherheit bringen konnten.
Am 18. Mai 1781 wurde Tomasa nach schwerer Folter gemeinsam mit Micaela Bastidas Puyucahua, José Gabriel Condorcanqui und deren Sohn Hipólito Condorcanqui Bastidas auf dem Hauptplatz von Cusco hingerichtet. Ihr aufgespießter Kopf wurde in Acos zur Abschreckung aufgestellt.